# Maria Orsetti
Maria Paulina Orsetti, pseudonim Edward Godwin, kryptonim M. O., E. G. (ur. 22 czerwca 1880 w Świerżach, zm. 27 maja 1957 w Warszawie) – pionierka ruchu spółdzielczego, teoretyczka spółdzielczości, anarchistka, doktor nauk społecznych, współzałożycielka Ligi Kooperatystek w Polsce.

## Życiorys
Urodziła się w zamożnej rodzinie ziemiańskiej, była córką Teodora i Marii z Jełowickich. Pierwsze jej prace drukowane dotyczyły czytelnictwa. Zetknąwszy się w czasie studiów za granicą z belgijskim i angielskim ruchem spółdzielczym stała się jego gorącą rzeczniczką, starając się przenosić doświadczenia tego ruchu na grunt polski. W 1916, wraz z Janem Hemplem, Marią Dąbrowską, Bolesławem Bierutem i innymi, działała w zarządzie Wydziału Społeczno-Wychowawczego Lubelskiej Spółdzielni Spożywców. W 1917 Orsetti przeniosła się do Warszawy, gdzie Warszawski Związek Stowarzyszeń Spożywczych powierzył jej redakcję czasopisma Społem. Wraz z Janem Hemplem i Antoniną Sokolicz była inicjatorką i współzałożycielką księgarni antykwarsko-wydawniczej, pod nazwą (od grudnia 1918) Stowarzyszenia Spółdzielczego "Książka". Obok prac z zakresu spółdzielczości wydawnictwo to drukowało i kupowało nakłady literatury lewicowej, m.in. prace Marksa, Engelsa i Kropotkina. Do jesieni 1921 Orsetti była oficjalną kierowniczką i członkiem zarządu "Książki". Była autorką kilkunastu broszur głównie popularyzujących spółdzielczość, ale również przybliżających sylwetki działaczy socjalistycznych i anarchistycznych. W przekładzie Orsetti i jej opracowaniu ukazały się trzy prace Kropotkina: Państwo i jego rola historyczna, Zdobycie Chleba i Spólnictwo a socjalizm wolnościowy. Część swoich publikacji i tłumaczeń podpisywała pseudonimem Edward Godwin. 
Była odznaczona m.in. Krzyżem Kawalerskim Orderu Odrodzenia Polski i odznaką Zasłużonego Działacza Spółdzielczości. Pochowana na cmentarzu Powązkowskim (kwatera 153-3-1).